# Панарин, Николай Фомич
Николай Фомич Панарин (9 мая 1914 — 17 октября 1980) — передовик советской угольной промышленности, машинист экскаватора разреза № 1 комбината «Челябинскуголь» Министерства угольной промышленности восточных районов СССР, Челябинская область, Герой Социалистического Труда (1948).

## Биография
Родился в 1914 году в селе Малое Шумаково, Челябинского уезда Оренбургской губернии, в русской крестьянской семье. Рано остался сиротой. В своём селе прошёл обучение в четырёх классах школы. В 1930 году начал свою трудовую деятельность в Томинском совхозе Сосновского района Челябинской области, стал работать чернорабочим, затем коновозчиком. Позже работал грузчиком на Еманжелинских копях, в 1935 году несколько месяцев трудился формовщиком в литейном цехе Челябинского тракторного завода.
В сентябре 1935 года трудоустроился на разрез №1 «Коркинский» треста «Коркиноуголь» в городе Коркино. Сначала работал кочегаром парового экскаватора «Ковровец». С этим карьером связал всю дальнейшую трудовую деятельность. Будучи кочегаром нередко подменял помощника машиниста, а вскоре был переведен в помощники машиниста. В декабре 1938 года самостоятельно стал работать за рычагами экскаватора, в тот момент был самым молодым машинистом на разрезе. Вскоре был направлен работать на менее мощный, старый экскаватор ПДГ с небольшой емкостью ковша. С первых дней работы стал производить на 20% больше угля, чем прежде до него на этой машине. В войну уже был мастером своего дела. Его коллектив чаще других становился победителем соцсоревнований. Всегда стремился к сокращению цикла погрузки, сократил время цикла до 15 секунд, названный впоследствии «панаринской восьмеркой» (такую фигуру описывает ковш при погрузке угля в бункер). В 1948 бригада Панарина выступила инициатором областных соревнований экскаваторщиков, взяв обязательство выдать за год 30 тысяч тонн сверхпланового угля, что и было сделано.
За выдающиеся успехи в деле увеличения добычи угля, восстановления и строительства угольных шахт и внедрение передовых методов работы, обеспечивающих значительный рост производительности труда, Указом Президиума Верховного Совета СССР от 28 августа 1948 года Николаю Фомичу Панарину было присвоено звание Героя Социалистического Труда с вручением ордена Ленина и золотой медали «Серп и Молот».
В дальнейшем продолжал работать на экскаваторе до выхода на пенсию в июле 1965 года. За всю трудовую деятельность выдал 3 млн тонн угля, в т. ч. 300 тыс. т сверх плана. Избирался депутатом Челябинского областного и Коркинского городского советов, делегатом 10-го, 12-го съездов ВЦСПС.
Проживал в Коркино Челябинской области. Умер 17 октября 1980 года.

## Награды
За трудовые успехи удостоен:
- золотая звезда «Серп и Молот» (28.08.1948),
- орден Ленина (28.08.1948),
- Медаль «За трудовую доблесть» (16.09.1952),
- Медаль «За трудовое отличие» (28.10.1949),
- другие медали.

## Память
- Именем Николая Панарина названа одна из улиц в Коркино Челябинской области.